# Josef Klaholz
Josef Klaholz war ein deutscher Bürgermeister in Brilon. Er war von 1973 bis 1985 im Amt. Klaholz gehörte der CDU an.
In seine Amtszeit fiel die Zusammenlegung der Stadt Brilon mit allen Gemeinden des Amtes Thülen sowie den Gemeinden Altenbüren und Esshoff vom bisherigen Amt Bigge zur Großgemeinde Brilon, die am 1. Januar 1975 durch das kommunale Neuordnungsgesetz umgesetzt wurde. Auch war er in dieser Zeit führendes Mitglied des Koordinationsausschusses zur Zusammenführung der 19 Schützenvereine des neuen Stadtgebietes zum Stadtschützenverband, dessen Major er später war. 1975 legte er zusammen mit dem damaligen NRW-Sozialminister Friedhelm Farthmann den Grundstein für das große Erholungsheim des Reichsbundes (heute: SoVD) in Brilon. Am 19. Juni 1976 eröffnete er das während seiner Amtszeit erbaute Almer Freibad. Von 1974 und 1982 sind Fotos überliefert, die ihn beim Briloner Schnadezug zeigen.